# St John's College (Cambridge)

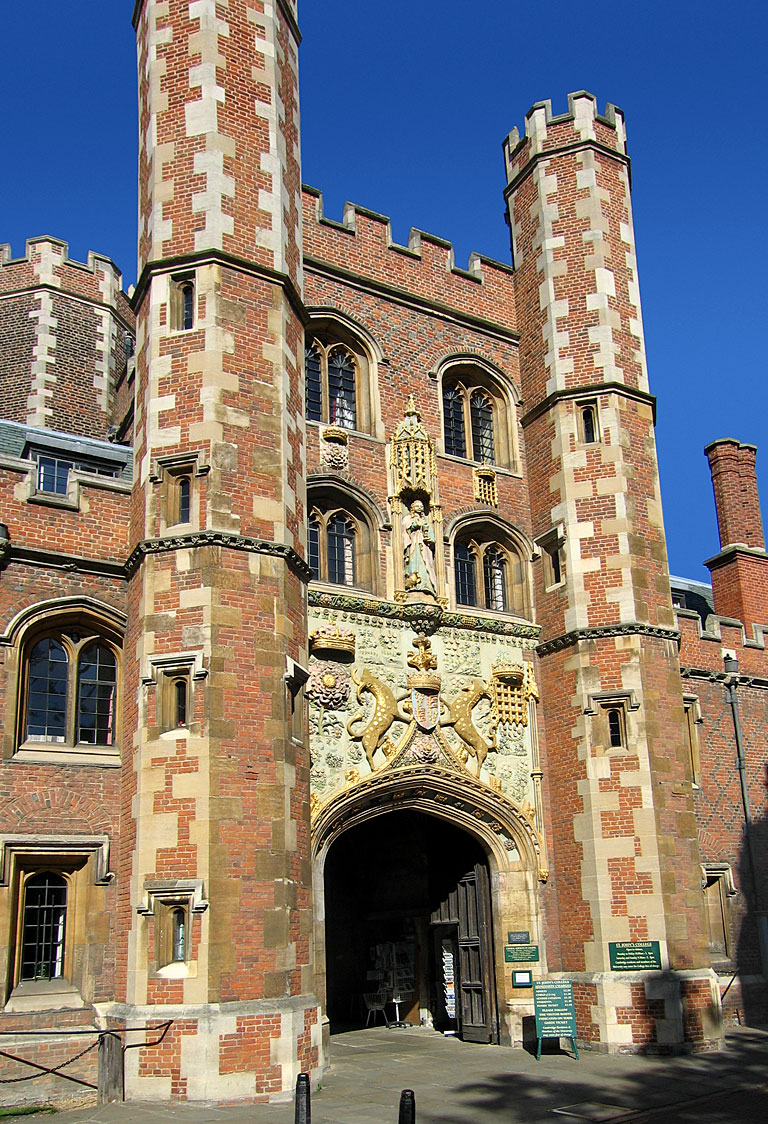
Hlavní brána koleje St John's s erby zakladatelů koleje. Brána pochází z roku 1516.

St John's College je jedna z kolejí univerzity v Cambridge. Plný formální název zní "The Master, Fellows and Scholars of the College of St John the Evangelist in the University of Cambridge". Kolej byla založena v roce 1511 zakládající listinou z 9. dubna. Zřídit ji nechala Markéta Beaufortová, babička krále Jindřicha VIII. z rodu Tudorovců. Mezi absolventy školy patří devět nositelů Nobelovy ceny, šest ministerských předsedů, tři arcibiskupové, dva princové a jeden svatý (mučedník Richard Gwyn). Mezi cíle školy patří podpora vzdělání, náboženství, vzdělávání a výzkum.
St John's College je proslulá hudebním sborem, účastí svých studentů na široké škále meziuniverzitních sportovních soutěží a květnovým plesem. V roce 2011 škola oslavila své pětisté výročí.

## Historie
Kolej byla založena v Cambridge na místě, kde dříve (ve 13. stol.) stávala nemocnice svatého Jana, a to na popud Jana Fishera, biskupa z Rochestru a kaplana lady Margaret. Lady Markéta však zemřela, aniž by se zmínila o založení St John’s ve své závěti. Byla to tedy především práce Fishera, který zaručil, že škola byla založena. Musel získat souhlas od krále Jindřicha VIII, od papeže prostřednictvím Polydora Vergila a od biskupa Ely, aby zrušil špitál a změnil ho na vysokou školu. Vysoká škola přijala jeho chartu 9. dubna 1511. Další komplikace nastaly při získávání peněz z pozůstalostí lady Markéty, aby se mohlo založení St John's College zaplatit. K tomu došlo až 22. října 1512, kdy se dostalo k soudu svědectví arcibiskupa z Canterbury. V listopadu 1512 Kancléřský soud dovolil vykonavatelům závěti Markéty Beaufortové, aby zaplatili založení školy z jejího odkazu.

## Vysokoškolský život
Budova St John's College zahrnuje kapli, sál, dvě knihovny, bar a společné prostory pro absolventy a studenty. K dispozici jsou také rozsáhlé zahrady, trávníky, sousední hřiště a půjčovna lodí. Vysoká škola udržuje rozsáhlou knihovnu, která doplňuje univerzitní knihovny. Vlastní také své pramice, které si mohou vypůjčit studenti, profesoři či zaměstnanci.

## Studium
Každoročně vysoké školy udělují stipendia několika vysokoškolským studentům. Soutěž o tato stipendia je velmi tvrdá, vzhledem k tomu, že žádost mohou podat studenti z jakékoliv země – ne pouze členové školy.
Motto školy je „souvent me souvient“ , neboli „často si vzpomínám“, což bylo heslo Markéty Beaufortové.

## Sportovní činnost
St John's College má bohatou sportovní historii a těší se z mnoha úspěchů ve většině hlavních sportů, které nabízí Cambridge. The Boys Red, rugbyový club ze St John's College, vyhrál titul the Division One League devět let v řadě. O titul je připravili až Jesus v roce 2010-11. Je to jeden z nejúspěšnějších sportovních vysokoškolských týmů v historii Cambridge vůbec.

## Významní absolventi

### Předsedové vlády Velké Británie
- Charles Watson-Wentworth, druhý markýz z Rockinghamu, předseda vlády v letech 1765-1766 a v roce 1782
- Frederick John Robinson, první hrabě z Riponu, předseda vlády v letech 1827-1828
- George Hamilton-Gordon, čtvrtý hrabě z Aberdeenu, předseda vlády v letech 1852-1855
- Henry Temple, třetí vikomt Palmerston, předseda vlády v letech 1855-1858 a 1859-1865

### Nositelé Nobelovy ceny
| Rok  | Jméno                                  | Oblast    |
| ---- | -------------------------------------- | --------- |
| 1933 | Paul Dirac (1902–1984)                 | Fyzika    |
| 1947 | Sir Edward Victor Appleton (1892–1965) | Fyzika    |
| 1951 | Sir John Cockcroft (1897–1967)         | Fyzika    |
| 1958 | Frederick Sanger (1918–2013)           | Chemie    |
| 1962 | Maurice Wilkins (1916–2004)            | Lékařství |
| 1977 | Sir Nevill Francis Mott (1905–1996)    | Fyzika    |
| 1979 | Abdus Salam (1926–1996)                | Fyzika    |
| 1979 | Allan McLeod Cormack (1924–1998)       | Lékařství |
| 1980 | Frederick Sanger (* 1918)              | Chemie    |
| 2007 | Eric Maskin (* 1950)                   | Ekonomika |